# The Jittery Joe’s Pro Cycling Team
The Jittery Joe’s Pro Cycling Team ist ein US-amerikanisches Radsportteam.
Die Mannschaft Jittery Joe’s wurde 2002 gegründet. Von 2005 bis 2008 besaß sie eine UCI-Lizenz als Continental Team, mit der sie hauptsächlich an Rennen der UCI America Tour teilnahm. Manager war Micah Rice, der von seinem Sportlichen Leiter Jesse Lawler unterstützt wurde. Der Sponsor Jittery Joe’s ist eine Kaffeemarke.

## Saison 2008

### Erfolge in der America Tour
| Datum    | Rennen                    | Fahrer     |
| -------- | ------------------------- | ---------- |
| 13. Juni | 4b. Etappe Tour de Beauce | Evan Elken |

### Zugänge – Abgänge
| Zugänge           | Team 2007       | Abgänge          | Team 2008                         |
| ----------------- | --------------- | ---------------- | --------------------------------- |
| Chad Hartley      | BMC Racing Team | Thad Dulin       | DLP Racing                        |
| Jared Barrilleaux | Neoprofi        | David Veilleux   | Kelly Benefit Strategies-Medifast |
| Jonathan Cantwell | Neoprofi        | César Grajales   | Rock Racing                       |
| Ben Kneller       | Neoprofi        | Tommy Nankervis  | Toshiba-AEG                       |
| Ryan Sullivan     | Neoprofi        | Jeff Hopkins     | Amateur (Abercrombie Fitch)       |
|                   |                 | Chris Jongewaard | Panasonic                         |
|                   |                 | Austin King      | Unbekannt                         |

### Mannschaft
| Name              | Geburtstag        | Nationalität       | Team 2009                        |
| ----------------- | ----------------- | ------------------ | -------------------------------- |
| Jared Barrilleaux | 26. März 1985     | Vereinigte Staaten | California Giant-Specialized     |
| Jonathan Cantwell | 8. Januar 1982    | Australien         | Fly V Australia                  |
| Evan Elken        | 19. Februar 1977  | Vereinigte Staaten | Land Rover-Orbea                 |
| Chad Hartley      | 20. Juni 1981     | Vereinigte Staaten |                                  |
| Timothy Henry     | 16. August 1982   | Vereinigte Staaten | DLP Racing                       |
| Ben Kneller       | 3. Mai 1984       | Vereinigte Staaten |                                  |
| Neil Shirley      | 19. Oktober 1978  | Vereinigte Staaten | Kelly Benefit Strategies         |
| Matthew Shriver   | 26. Mai 1980      | Vereinigte Staaten |                                  |
| Cody Stevenson    | 8. Juni 1980      | Australien         | Team Budget Forklifts            |
| Ryan Sullivan     | 28. November 1984 | Australien         | Myogenesis.com-United HealthCare |
| Trent Wilson      | 18. November 1978 | Australien         |                                  |

## Saison 2007

### Erfolge in der America Tour
| Datum    | Rennen                                       | Fahrer         |
| -------- | -------------------------------------------- | -------------- |
| 30. Juni | Kanadischer Meister – Einzelzeitfahren (U23) | David Veilleux |

## Platzierungen in UCI-Ranglisten
UCI America Tour
| Saison | Mannschaftswertung | Fahrerwertung |
| ------ | ------------------ | ------------- |
| 2007   | 20.                |               |
| 2008   |                    |               |

UCI Oceania Tour
| Saison | Mannschaftswertung | Fahrerwertung         |
| ------ | ------------------ | --------------------- |
| 2007   | 6.                 | Chris Jongewaard (6.) |
| 2008   | -                  | -                     |